# Patinação artística na Universíada de Inverno de 2003
As competições de patinação artística na Universíada de Inverno de 2003 foram disputadas em Tarvisio, Itália, entre 16 e 26 de janeiro de 2003.

## Medalhistas
| Evento                          | Ouro                                            | Prata                                      | Bronze                                      | Ref.  |
| ------------------------------- | ----------------------------------------------- | ------------------------------------------ | ------------------------------------------- | ----- |
| Individual masculino (detalhes) | Alexei Vassilevski · Rússia                     | Anton Smirnov · Rússia                     | Kensuke Nakaniwa · Japão                    | [ 1 ] |
| Individual feminino (detalhes)  | Shizuka Arakawa · Japão                         | Angela Lien · Estados Unidos               | Lesley Hawker · Canadá                      | [ 1 ] |
| Duplas (detalhes)               | Viktoria Borzenkova · Andrei Chuvilaev · Rússia | Maria Mukhortova · Pavel Lebedev · Rússia  | nenhum outro competidor                     | [ 1 ] |
| Dança no gelo (detalhes)        | Jana Khokhlova · Sergei Novitski · Rússia       | Mariana Kozlova · Sergei Baranov · Ucrânia | Nathalie Péchalat · Fabian Bourzat · França | [ 1 ] |

## Quadro de medalhas
| Ordem | País               | Medalha de ouro | Medalha de prata | Medalha de bronze |    |
| ----- | ------------------ | --------------- | ---------------- | ----------------- | -- |
| 1     | RUS Rússia         | 3               | 2                |                   | 5  |
| 2     | JPN Japão          | 1               |                  |                   | 1  |
| 3     | USA Estados Unidos |                 | 1                |                   | 1  |
| 3     | UKR Ucrânia        |                 | 1                |                   | 1  |
| 5     | CAN Canadá         |                 |                  | 1                 | 1  |
| 5     | FRA França         |                 |                  | 1                 | 1  |
| TOTAL | TOTAL              | 4               | 4                | 3                 | 11 |